# Trachea supera
Trachea supera är en fjärilsart som beskrevs av William Schaus 1911. Trachea supera ingår i släktet Trachea och familjen nattflyn. Inga underarter finns listade i Catalogue of Life.